# Xã Grandview, Quận Edgar, Illinois
Xã Grandview (tiếng Anh: Grandview Township) là một xã thuộc quận Edgar, tiểu bang Illinois, Hoa Kỳ. Năm 2010, dân số của xã này là 590 người.